# Рудолф фон Варт
Рудолф фон Варт (на немски: Rudolf von Wart, доказан от 1274, † 1309) e рицар от род Фрайхерен фон Варт в днешния кантон Цюрих, Швейцария.

## Биография
Той е брат на минезингер Якоб фон Варт (1274 – 1331). Резиденцията на фамилията му е замък Варт в днешната община Нефтенбах. Той е господар цу Фалкенщайн в Клус при Балстал и цу Мултберг при Пфунген, женен за Гертруда фон Балм.
През 1308 г. той се присъединява в заговора на швабския херцог Йохан Парицида заедно с горносаксонските рицари Рудолф фон Балм, Валтер фон Ешенбах и Конрад фон Тегерфелд против крал Албрехт I, чичото на Йохан Парицида.
На 1 май 1308 г. Йохан Парицида убива своя чичо при Виндиш на река Ройс, днес в Швейцария. Йохан и другите заговорници бягат. Неговите замъци след това са разрушени, когато той е на път за Авиньон, за да получи опрощение (Absolution) от папата. Той е разпознат във Франция и предаден на херцог Леополд (син на крал Албрехт I) и е наказан вероятно в Бруг.